# 慈禧行宫 (邯郸)
慈禧行宫或称邯郸行宫，位于河北省邯郸市城内中街原邯郸专署院内北侧，建于清光绪二十七年（1901年），是慈禧太后回銮路北京过邯郸的休憩之处。

## 历史
清光绪二十六年（1900年），八国联军攻占北京后，慈禧太后带着光绪帝逃到西安，次年订《辛丑条约》后回銮。1901年11月慈禧太后驻跸邯郸，此为沿途路过地区所建行宫之一。1995年10月，行宫被邯郸市人民政府公布为第一批市级文物保护单位。

## 建筑风格

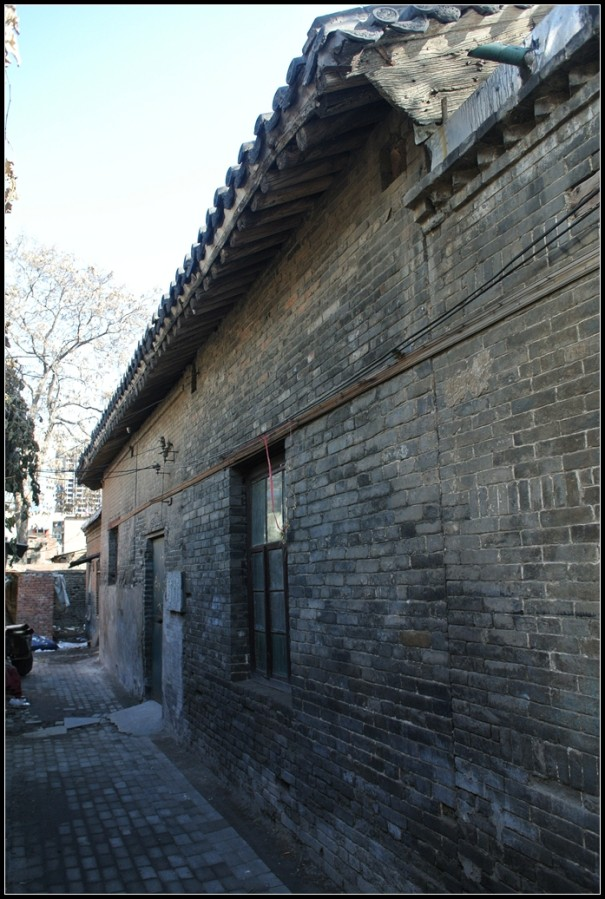
行宫中的大殿。

建筑风格是典型的中国北方复式四合院，原有南北两院，前院接待朝拜、奏请、议事；后院房前植有腊梅，环境幽静。现存北院一大殿及两配殿，大殿坐北朝南，悬山顶，面宽13.10米，进深9.05米，高8.7米，为七架梁前后廊式的砖木结构布瓦顶建筑。东西配殿均面宽三间进深二间，即8.55米×5.70米，为硬山顶建筑。其它均被改建为民房，待全面修复。

## 争议
另外根据民间说法，当年邯郸县地方官实际上还在城北20里的黄粱梦镇的吕仙祠为慈禧太后准备了另一处行宫，是由吕仙祠内的西王母殿仓促改建的。严格来说这只能算是一座尖站，是慈禧太后离开邯郸城后途中吃早饭时的休息场所。